# 심상규
심상규(沈象奎, 1766년 ~ 1838년)는 조선의 문신이다. 본관은 청송(靑松). 초명은 상여(象輿). 자는 가권(可權)·치교(穉敎), 호는 두실(斗室)·이하(彛下)이다. 시호는 문숙(文肅)이다.
순조와 헌종 때 영의정을 지냈다. 안동김씨 세도정치의 수장 김조순과 절친한 노론 시파(時派) 대신 중 한 명이다.

## 가계
인조 때 형조판서와 예조판서를 지낸 심집(沈諿)의 8대손으로 정조 때 규장각 직제학과 황해도 관찰사를 지낸 심염조(沈念祖)의 아들이다.

## 생애
1789년(정조 13년) 문과에 병과로 급제하여 검교대교, 부교리, 규장각직각을 지내다가 검교직각을 거쳐 승지가 되고, 이후에 이조참의를 지내다가 승지, 이조참의, 사간원대사간을 거쳐 검교직각에 이어 예조참의를 지내고, 비변사제조를 거쳐 승지에 이어 이조참판이 되고 검교직각과 전라도 관찰사를 거쳐 다시 이조참판을 하고 검교직각이 된다. 그러다 홍문관부제학과 비변사유사당상을 거쳐 다시 이조참판이 되고 검교직각을 거쳐 예문관제학에 이어 도승지가 되고, 이후 예조판서와 형조판서, 공조판서에 이어 규장각제학으로 있다가 호조판서와 대제학을 지내고, 약방제조를 겸한 뒤 다시 호조판서와 대제학을 지내고, 상의원제조를 겸하다 홍문관 대제학, 병조판서, 이조판서, 판의금부사에 이어 좌빈객을 지내고, 병조판서, 호조판서, 판의금부사를 지내다가 동지정사로 중국에 다녀왔다. 이후 좌빈객을 거쳐 병조판서가 되고, 원임제학에 이어 판의금부사를 다시 하고, 우빈객과 좌빈객을 두루 한 뒤, 원임제학에 이어 판의금부사를 다시 하고, 지중추부사로 전직되었다가 광주부 유수 겸 남한산성 수어사를 거쳐 예책문제술관으로 순조의 신임을 받아, 대제학, 이조판서, 병조판서를 지내고 평안도 관찰사로 나가 민정을 다스렸다. 이후 우빈객을 하다 대제학을 다시 하고 지문제술관에 이어 좌빈객이 되고, 이후 예조판서를 하다 다시 우빈객이 되고 호조판서를 거쳐 장례도감제조에 이어 호조판서와 공조판서를 했다. 이후 좌빈객과 우빈객을 거쳐 한성부판윤, 병조판서, 이조판서를 지냈다. 1825년 우의정이 되고, 1833년 좌의정을 거쳐, 1834년(순조 34년) 영의정이 되었으며 세손(헌종)의 사부와 호위대장을 겸하였다. 그 해에 순조가 승하하고 헌종이 즉위하자, 원상(院相)이 되어 정국을 이끌었다. 1835년(헌종 1년) 6월 영의정을 사임하고 기로소(耆老所)에 들어갔다. 이후에 영중추부사가 되었다.

## 평가
정조의 초계문신(抄啓文臣)으로 상규(象奎)라는 이름과 치교(穉敎)라는 자를 하사받을 정도로 정조의 총애를 받았다. 순조 때에는 육조판서와 문형(文衡), 우의정, 좌의정, 영의정을 두루 역임하였다. 1811년(순조 11년)에는 홍경래의 난이 일어나자 병조판서로서 이를 진압하였다. 대문장가(大文章家), 대장서가(大藏書家)였으며, 북학파(北學派)로서 이용후생의 중요성을 강조하였다. 정치적으로는 노론 시파(時派)의 거두였다. 순조 시대 정계의 핵심 인물로, 천생오태사(天生五太史) 중 하나였다.

## 경화사족(京華士族)의 상징 심상규(沈象奎)
영의정 두실상공 심상규는 19세기 경화사족을 대표하는 인물이다. 경화사족(京華士族)이란 서울을 중심으로 정치, 경제, 문화의 특권을 향유하던 계층을 말한다. 이 경화사족 가운데 안동 김씨(김조순), 풍양 조씨(조만영)등이 세도가문으로 성장하였으며, 김조순의 처가(妻家)가 바로 청송 심문(심택현·심건지·심풍지·심능건·심능악·심의면·심의신·심의복·심경택·심상학·심순택·심이택·심상황)이다. 호가 두실(斗室)인 심상규는 정조의 큰 사랑을 받았으며, 순조 시대를 이끌어간 인물이다. 특히 세도가인 안동 김씨 김조순 등과 더불어 천생오태사(天生五太史)로 불리며 한 시대를 풍미하였다.

## 고종과 심순택의 일화
고종이 심순택을 영의정으로 임명하면서, "경의 선대에 정승을 역임한 이가 많다는데, 과연 몇 사람인가?" 하니, "신의 직파(直派)로는 다섯 번 재상의 고명을 받들었다" 고 했다. 그러자 고종이 "심상규는 경과 가까운 친족인가?" 하고 물으니, "신과 수십 촌이고 심환지(沈煥之)는 신의 증조(심풍지)와 재종형제" 라고 답하였다.

## 심상규와 김조순
심상규와 김조순은 둘도 없는 절친이었고, 천생오태사(天生五太史)로 불리는 동지였다. 그 관계를 보여주는 서찰 한 통을 보면, 심상규가 중국 연행(燕行) 중에 김조순에게 보낸 편지에, "갈수록 바람은 날카롭고 눈마저 날리는데 / 그대는 나를 생각하고 나는 그대를 생각하네 / 문득 하늘 밖에서 편지통을 만나니 / 옥호산장에서 촛불 심지 자르며 글 읽을 때 같네"

## 심희순과 추사 김정희
두실 심상규의 후손으로 두실존고(斗室存稿)를 편찬한 손자 심희순(沈熙淳)은 이조참의를 지냈고, 그는 조부 심상규를 계승하여 추사 김정희와의 관계가 돈독하였다.

## 광주유수 겸수어사심상규의 남한산성 경영
광주유수는 한양도성을 지키는 4대 관문으로 그 중요성이 중차대하다. 두실상공은 1년간 재임하면서 집무실인 좌승당(坐勝堂)을 건축하였다. 그리고 여가에 심신을 단련하는 활쏘기 장소로서 이위정(以威亭)을 만들었으며, 반공적(半公的)인 옥천정(玉泉亭)을 조성하여 원근의 인사들이 방문하는 명소가 되었다.

### 玉泉亭(옥천정) 조성
19세기 경화사족들은 풍류를 만끽하였다. 경화사족의 한 가운데 심상규와 청송심씨 가문이 있었다. 남한산성 행궁의 종묘 좌전을 돌아 조금 올라가면 두실상공의 옥천정 시가 새겨진 작은 암벽이 우리를 반긴다.
<玉川亭 - 歲丁丑(1817)作>
古松奇石閟雲扃 노송 기암 구름 속에 가려 있어
訶護千年賴地靈 지령地靈의 덕으로 천년을 지켰어라
他日欲尋閒夢處 언젠가 한가로운 꿈꿀 곳 찾으려거든
冷肰秋水玉泉亭 가을 물 서늘한 玉泉亭으로 오시게
- 斗室居士題 -
옥천정 일대는 남한산성 행궁 내에 존재했던 관설(官設) 정자터이지만, 이 못지않게 조선후기 경화세족의 정원 문화를 보여주는 상징적인 장소이기도 하다. 이곳은 행궁 후원에 위치함에도 불구하고 심상규에 의해 반공적(半公的)인 정원(semi public garden)으로 조성되고 운영되었는데, 이곳을 찾거나 시를 읊은 명사들이 즐비하다. 옥천정은 남한산성에 존재하는 유일한 정원 유적이며 반드시 보존되어야 할 중요한 유산이다.

### 坐勝堂(좌승당) 건축
좌승당은 심상규가 지은 집무용 건물이다. 좌승(坐勝)이란 '앉아서도 이긴다'는 의미로 반드시 이길만한 계책을 써서 적을 물리친다는 의지가 담겨있다. 또한 좌승당의 서쪽 벽에는 월문(月門)을 뚫어 한층을 올라가면 누(樓)가 되고, 유차산루(有此山樓)라는 편액을 걸었다고 한다. 좌승당 주련(柱聯)의 하나에는 "늘 전진(戰陣)에 있는 것 같이 편안한 와중에도 위급할 때를 잊지 말자(如在戰陣安不忘危)" 라고 썼다.

### 以威亭(이위정) 조성
이위정은 심상규가 활을 쏘기 위해 만든 정자이다. 이위(以威)란 '활로써 천하를 위압할 만하지만, 활과 화살이 아닌 인의와 충용으로써도 능히 천하를 위압할 수 있다'는 뜻을 가지고 있다. 현재 '이위정기'가 탁본과 함께 「중정남한지(重訂南漢誌)」에 그 내용이 전해지고 있는데, 기문은 심상규가 짓고 글씨는 김정희가 썼다. 당시 심상규가 51세, 김정희가 31세였다. 이위정기 끝부분에, "날마다 인의(仁義)와 충용(忠勇)의 길을 일으킨다면 어찌 천하를 위엄하지 못하겠는가?" 라고 설파하고 있다.

### 남한산성 심상규 거사비

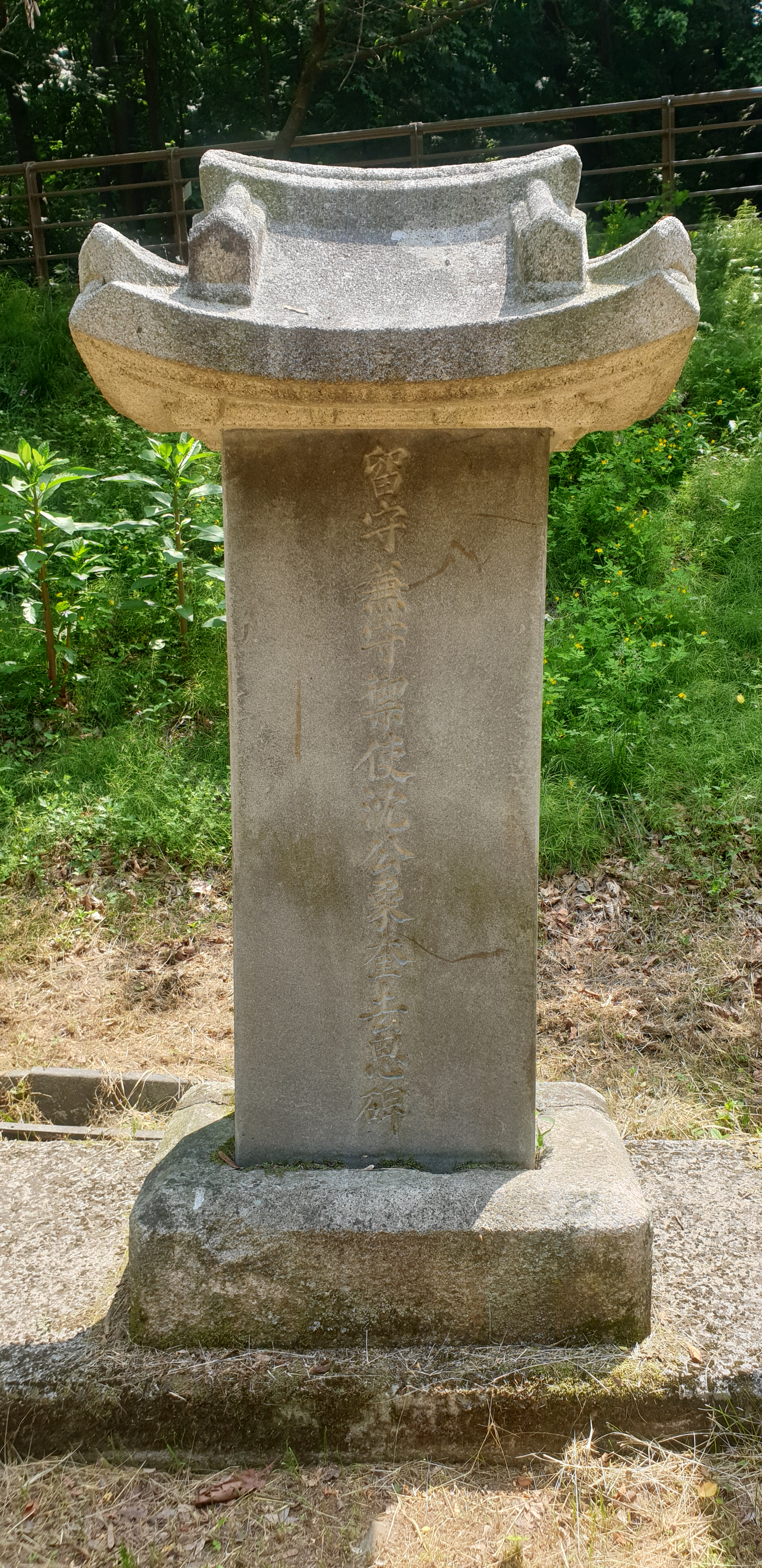
수어사 심상규 거사비

두실 심상규는 51세 때 남한산성 광주유수 겸 수어사가 되어 1년 간 재임하였다. 그 기간 동안의 선정이 있었기에 거사비(去思碑)가 세워졌다. 거사비는 선정을 베풀었기에 백성들이 떠난 관리를 그리워하여 세운 비석을 이르는 말이다. 그리움이 지나쳐 눈물까지 흘린다 하여 '타루비(墮淚碑)' 라고도 하였다. 공덕비나 선정비와 같은 말이다. 비의 전면에는 '留守兼守禦使沈公象奎去思碑'라고 새겨져 있고, 뒷면에는 '崇禎紀元後三戊寅二月 日立' 이라고 새겨져 있으니, 1818년 2월에 세웠다는 표식이다. 아마도 이임시기에 맞춰서 세워진 듯하다.

## 천생오태사(天生五太史) 심상규의 업적
김조순, 남공철, 심상규, 이만수, 서영보 이 다섯 명은 순조 시대에 정계를 움직인 핵심 인물들이다. 감히 견제하기 어려운 그들의 권력에 빗대어 천생오태사(天生五太史)라고 불렸다. 1800년 정조가 죽고 순조가 왕위에 오르자 심환지의 벽파가 세력을 잡았지만, 1806년 병인경화(丙寅更化)로 벽파 세력이 제거되자 정조와 협력했던 노론 시파와 소론이 재부상했다. 이때 전면에 나선 것이 바로 정조의 신임을 받았던 천생오태사였다.

### 국민 교과서 「오륜행실도(五倫行實圖)」를 만들다
1797년(정조 21년)에 심상규, 이병모 등이 왕명에 의하여 『삼강행실도』와 『이륜행실도』를 합하여 수정, 편찬한 책이다. 조선 전기의 통치제도나 문화 전반에 관한 재정비가 활발했던 정조 대에는『오륜행실도』가 새롭게 편찬 간행되었다.

### 「홍재전서(弘齋全書)」 편찬
정조가 동궁 시절부터 국왕 재위기간 동안 지은 시문·윤음·교지 및 편저 등을 모아 편집한 문집이다. 1차 편찬은 1799년(정조 23년)에 이루어졌고, 2차 편찬은 1800년 정조가 승하할 때까지 약 반년 간의 저술을 덧붙인 것으로, 1801년 12월에 심상규가 주관하여 184편을 편찬하였다.

### <건릉지장속편(健陵誌狀續編)> 편찬
정조 국장 때의 지장을 원편(原編)이라 하고, 이 책을 속편(續編)이라고 한다. 정조의 왕비 효의왕후 김씨의 지문(誌文)을 심상규가 지었다.

## 심상규 가성각터 표지석

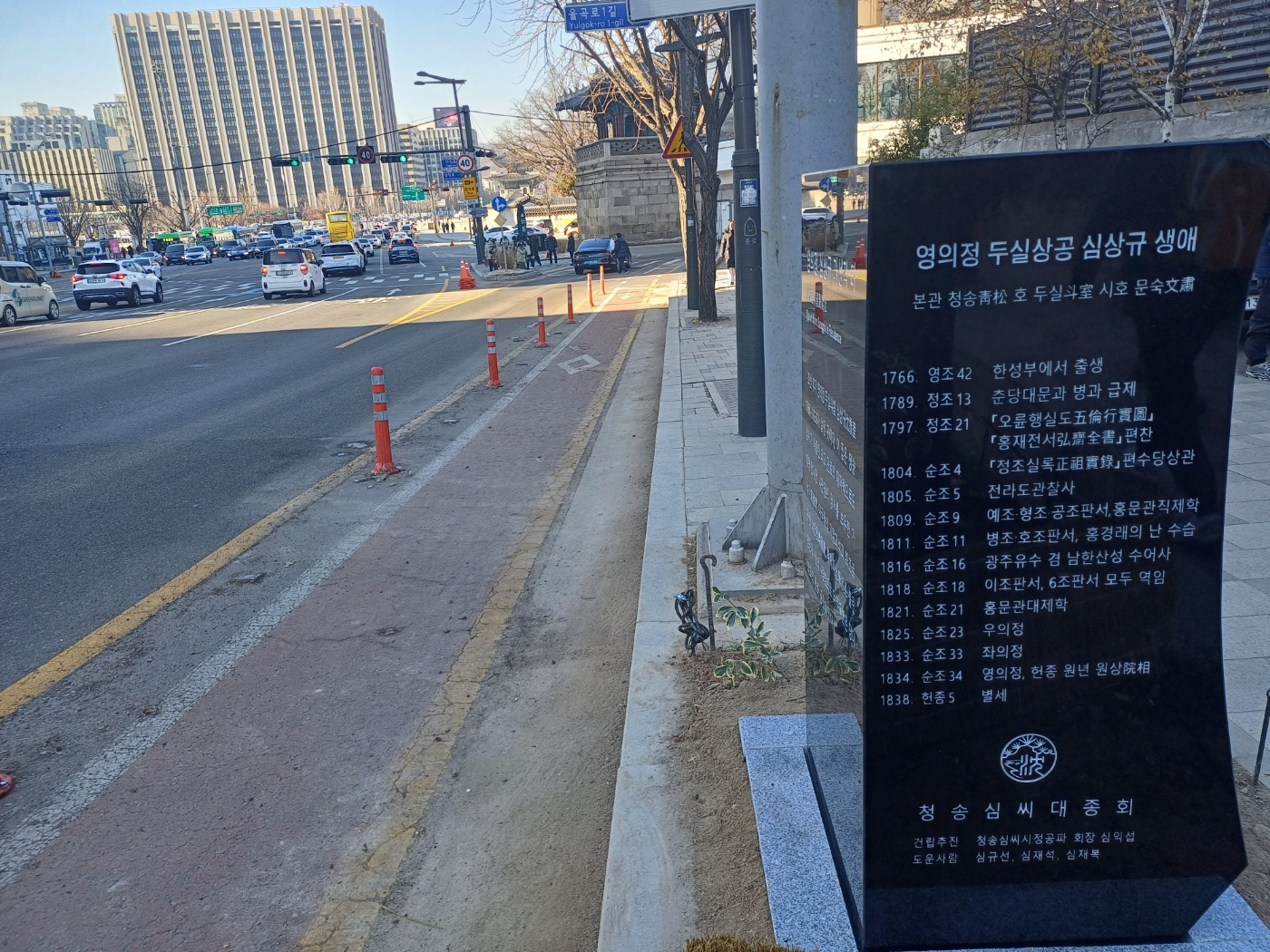
심상규 가성각터 표지석

타고난 재능과 영민함으로  육조판서와 대제학, 우의정, 좌의정을 거쳐 영의정까지 오른 최고의 문신이었고, 이용후생(利用厚生)을 주장한 북학파의 대표적 학자였으며, 정치적으로는 노론 시파의 거두로서 당대를 풍미하였다. 뿐만아니라 문장과 글씨가 출중하여 많은 주옥같은 글과 저서를 남겼으며, 가성각(嘉聲閣)을 지어 4만여권의 장서를 보유한 대장서가로도 유명하였다. 이처럼 두실상공은 18세기 이후 조선시대의 정치, 사회, 문화를 주도한 경화사족(京華士族)의 상징이었다. 심상규가 거처하던 집은 경복궁 동편 벽동(지금의 송현동)에 위치한 대저택으로, 수많은 장서와 고동서화(古董書畵)를 보유한 가성각과 각종 기암괴석, 화초로 꾸며진 이국풍의 정원인 소안원(蕭雁園)이 조성돼 있어 당시 문사(文士)들이 교류하던 최고의 문화공간이었다.
표지석이 설치된 위치는 경복궁 광화문에서 안국동으로 향하는 율곡로변의 송현광장 입구로 유동인구가 많은 번화가이다. 표지석 전후면에는 심상규의 행적과 저택에 대한 설명문이 기술되어 있고, 좌우측면에는 심상규의 생애와 송현동의 역사변천 과정이 소개되어 있다. 표지석은 높이 1.4m에 가로66cm×세로69cm 대형 크기로 서울시에 설치된 집터 표지석으로는 가장 크게 제작되었으며, 흑색의 오석(烏石)에 음각으로 글씨를 새겼다. 심상규 표지석은 서울 도심에 세운 청송심씨의 첫번째 사적(史跡) 기념물로 그 의미가 각별하다.

## 가계도
```
기묘명현 
심달원
의 11대손, 여주목사 심우정의 9대손, 형조판서 
심집
의 8대손, 이조참판 심성희의 증손으로 장례원 소경 
심상만
의 증조부이다. 충청남도 관찰사 
심건택
의 종조부이다.
```

- 할아버지 : 심공헌 - 증 좌찬성
  - 아버지 : 심염조 - 규장각 직제학, 황해도 관찰사, 증 영의정
    - 부인 : 연안 이씨 - 판서 이면응의 딸
      - 장남 : 심정우 - 증 비서승(비서원 승지)
        - 손자 : 심희순 - 양자, 심연원과 심광세의 후손인 심의필의 아들, 이조참의, 대사성, 증 홍문관 제학

## 같이 보기
| - 정조 - 순조 - 문조 - 헌종 - 고종 - 효의왕후 - 순원왕후 | - 김조순 - 남공철 - 이만수 - 서영보 - 이병모 - 이상황 - 조만영 - 조인영 - 시파 - 벽파 | - 심달원 - 심집 - 심풍지 - 심환지 - 심능건 - 심능악 - 심의면 - 심순택 - 심이택 - 심건택 - 심상익 - 심상만 | - 김정희 - 남한산성 - 수어청 - 규장각 - 북학파 - 홍재전서 - 홍경래의 난 |